# Solanum laxum
Solanum laxum é uma espécie de planta com flor pertencente à família Solanaceae. 
A autoridade científica da espécie é Spreng., tendo sido publicada em Systema Vegetabilium, editio decima sexta 1: 682. 1825.

## Portugal
Trata-se de uma espécie presente no território português, nomeadamente em Portugal Continental e no Arquipélago dos Açores.
Em termos de naturalidade é introduzida nas duas regiões atrás indicadas.

## Protecção
Não se encontra protegida por legislação portuguesa ou da Comunidade Europeia.